# Turn the Light On
Turn the Light On es el tercer álbum de estudio de la banda sueca de metalcore Imminence. Fue lanzado el 3 de mayo de 2019 a través de Arising Empire. Fue producido por la banda y Alias.

## Lista de canciones
Todas las canciones escritas y compuestas por Imminence. 
| N.º | Título                         | Duración |  |
| 1.  | «Erase»                        | 3:43     |  |
| 2.  | «Paralyzed»                    | 4:12     |  |
| 3.  | «Room to Breathe»              | 3:56     |  |
| 4.  | «Saturated Soul»               | 3:48     |  |
| 5.  | «Infectious»                   | 3:52     |  |
| 6.  | «The Sickness» (nueva versión) | 4:03     |  |
| 7.  | «Death of You»                 | 3:27     |  |
| 8.  | «Scars»                        | 3:56     |  |
| 9.  | «Disconnected»                 | 3:47     |  |
| 10. | «Wake Me Up»                   | 3:51     |  |
| 11. | «Don't Tell a Soul»            | 3:43     |  |
| 12. | «Lighthouse»                   | 3:52     |  |
| 13. | «Love & Grace»                 | 5:25     |  |

## Personal
Imminence
- Eddie Berg - voz principal, violín
- Harald Barret – guitarra principal, coros, guitarra acústica, coros
- Alex Arnoldsson - guitarra rítmica, coros
- Max Holmberg – bajo, coros
- Peter Hanström – batería, coros